# Grewia tulearensis
Grewia tulearensis är en malvaväxtart som beskrevs av René Paul Raymond Capuron. Grewia tulearensis ingår i släktet Grewia och familjen malvaväxter. Inga underarter finns listade i Catalogue of Life.